# Philippe d’Artois (Conches)
Philippe d’Artois (* 1269; † 11. September 1298) war Herr von Conches-en-Ouche, Mehun-sur-Yèvre, Nonancourt und Domfront. Er war der erbberechtigte Sohn des Robert II. (X 1302), Graf von Artois, und der Amicia de Courtenay († 1275).
Philippe d’Artois erbte von seiner Mutter die Herrschaften Conches-en-Ouche und Mehun-sur-Yèvre, war darüber hinaus noch Herr von Nonancourt und Domfront. Im November oder Dezember des Jahres 1281 heiratete er Blanche de Bretagne (1270–1327), Tochter von Johann II., Herzog von Bretagne und Beatrix von England. Ihre Kinder waren:
- Marguerite (* wohl 1285; † 1311), Erbin von Brie-Comte-Robert; ⚭ Louis de France, Comte d’Evreux (Haus Frankreich-Évreux)
- Robert III. (* 1287; † 1342), 1302 Prätendent von Artois, 1329 Comte de Beaumont-le-Roger, 1334 Earl of Richmond; ⚭ Jeanne de Valois, Tochter von Charles de France, Comte de Valois (Stammliste der Valois)
- Isabelle (* wohl 1288; † 1344), Nonne in Poissy
- Jeanne (* wohl 1289; † nach 1348), ⚭ Gaston I., Comte de Foix (Haus Comminges)
- Marie (* wohl 1291; † 1365), zu Merode; ⚭ Jean I. de Dampierre; † 1331, Comte de Namur (Haus Dampierre)

Philippe d’Artois wurde am 20. August 1297 in der Schlacht von Veurne so schwer verwundet, dass er nach mehr als einem Jahr, am 11. September 1298, den Folgen starb. Da er vor seinem Vater starb, war er nie Graf von Artois. Als sein Vater Robert II. von Artois 1302 in der Sporenschlacht fiel, brach ein Konflikt um die Nachfolge in der Grafschaft aus, bei dem es Philippes Schwester Mathilde gelang, die Macht an sich zu reißen, nachdem sie Philippes einzigem, minderjährigen Sohn Robert die Ehelichkeit abgesprochen hatte.

## Quelle
- Extraits de la Chronique attribuée a Jean Desnouelles, abbé de Saint-Vincent de Laon, in: Recueil des Historiens des Gaules et de la France 21 (1840), S. 185

| Personendaten    | Personendaten                                                                |
| ---------------- | ---------------------------------------------------------------------------- |
| NAME             | Philippe d’Artois                                                            |
| KURZBESCHREIBUNG | Erbe der Grafschaft Artois, Herr von Conches, Mehun, Nonancourt und Domfront |
| GEBURTSDATUM     | 1269                                                                         |
| STERBEDATUM      | 11. September 1298                                                           |